# Gununghejo
Gununghejo is een bestuurslaag in het regentschap Purwakarta van de provincie West-Java, Indonesië. Gununghejo telt 2707 inwoners (volkstelling 2010).